# Liste der Stolpersteine in Spangenberg
Die Liste der Stolpersteine in Spangenberg enthält die Stolpersteine, die im Rahmen des gleichnamigen Kunst-Projekts von Gunter Demnig in Spangenberg verlegt wurden. Mit ihnen soll an die Opfer des Nationalsozialismus erinnert werden, die in Spangenberg lebten und wirkten. Die ersten Stolpersteine in Spangenberg wurden am 8. November 2007 verlegt.

## Liste der Stolpersteine
| Name                 | Adresse            | Bild                                  | Inschrift | Verlegedatum       | Biografie und Anmerkungen |
| -------------------- | ------------------ | ------------------------------------- | --- | ------------------ | --- |
| Heinrich Stein       | Blaubach 27 ·      | Stolperstein für Heinrich Stein       | Hier wohnte Heinrich Stein Jg. 1878 Bürgermeister Amt niedergelegt 1933 wurde öffentlich diffamiert/schikaniert Flucht in den Tod 14.8.1933    | 8. Okt. 2021       | Heinrich Stein wurde am 20. Januar 1878 in Breitenbach im Kreis Ziegenhain geboren. Er wurde als Forstsekretär ausgebildet. Nach neunjähriger Dienstzeit in Michelsrombach war er 1915 nach Spangenberg versetzt worden. Er gehörte bereits seit der Gründung des NSDAP-Ortsverbandes in den 1920er Jahren zu den erklärten Gegnern der Nazis. In Spangenberg fasste Stein so fest Fuß, dass er sich als überzeugter Staatsbürger gerade in den schweren Anfangsjahren der Weimarer Republik, als sozial denkender, demokratisch gesinnter Bürger ehrenamtlich engagierte. Stein brachte sich besonders als Vorsitzender des „Kleinhaus-Bauvereins Eigene Scholle“ ein. Als Angehöriger der Liberal Demokratischen Partei Deutschlands war er Stadtverordneter, Stadtverordnetenvorsteher, Magistratsmitglied, Kreistagsabgeordneter und Mitglied im Kreisausschuss. Am 21. Dezember 1929 wurde Stein von der Mehrheit des Stadtparlaments zum Bürgermeister gewählt. Die NSDAP, besonders Ortsgruppenleiter Theobald Fenner, kämpfte mit Verleumdungen und Verunglimpfungen gegen ihn. Nach der Machtübernahme der Nationalsozialisten verstärkte sich dies. Als dann auch noch die SA vor Steins Haus patrouillierte, war er den Anschuldigungen und Ungerechtigkeiten psychisch nicht mehr gewachsen. Am 14. August 1933 fand man den 55-Jährigen tot auf. Er hatte sich in der Waschküche seines Wohnhauses erschossen. |
| Moses Neuhaus        | Burgstraße 1 ·     | Stolperstein für Moses Neuhaus        | Hier wohnte Moses Neuhaus Jg. 1892 Flucht 1937 USA                                                                                             | 12. Sep. 2022      | Moses Neuhaus wurde am 26. Januar 1885 in Baumbach bei Rotenburg a.d. Fulda als Sohn des Schuhmachers Samuel Neuhaus und dessen Ehefrau Bertha, geb. Wallach geboren. Er heiratete am 31. August 1920 in Spangenberg Flora Levisohn, geb. am 16. Oktober 1892. Das Ehepaar hatte zwei gemeinsame Kinder: Hilde * 12. Juni 1921 und Gerhard * 18. Dezember 1922. Moses war von Beruf Manufakturwarenhändler, er führte das Geschäft seines Schwiegervaters Hirsch Levisohn weiter. Wohnhaft war er in Spangenberg, Burgstraße 1. Am 13. Mai 1937 emigrierte er mit Frau und Kindern nach San Francisco/USA, wo er am 16. Mai 1975 starb. |
| Flora Neuhaus        | Burgstraße 1 ·     | Stolperstein für Flora Neuhaus        | Hier wohnte Flora Neuhaus geb. Levisohn Jg. 1895 Flucht 1937 USA                                                                               | 12. Sep. 2022      | Flora Neuhaus wurde am 16. Oktober 1892 als Tochter von Hirsch Levisohn (* 13. Dezember 1859 in Elbersdorf), Manufakturwarenhändler und Jettchen, geb. Goldschmidt geboren. Ihre Geschwister waren Max (* 28. Februar 1888), Siegfried (* 1. Juni 1889), Moritz (* 15. Dezember 1890), Hedwig (* 16. Juni 1894) und Mada/Meta (* 4. März 1898). Flora heiratete am 31. August 1920 in Spangenberg Moses Neuhaus (* 26. Januar 1885). Das Ehepaar wohnte in der Burgstraße 1 und hatte zwei gemeinsame Kinder: Hilde (* 12. Juni 1921) und Gerhard (* 18. Dezember 1922). Die Familie flüchtete am 13. Mai 1937 nach San Francisco/USA. |
| Berthilde Neuhaus    | Burgstraße 1 ·     | Stolperstein für Berthilde Neuhaus    | Hier wohnte Berthilde Neuhaus Jg. 1921 Flucht 1937 USA                                                                                         | 12. Sep. 2022      | Geb. am 12.06.1921 in Spangenberg, Tochter von Moses Neuhaus *26.1.1885 und Flora, geb. Levisohn *16.10.1892, Schwester von Gerhard *18.12.1922. Wohnte mit den Eltern in Spangenberg, Burgstraße 1. Die Familie flüchtete am 13.05.1937 nach San Francisco/USA. Hilde heiratete in den USA. |
| Gerhard Neuhaus      | Burgstraße 1 ·     | Stolperstein für Gerhard Neuhaus      | Hier wohnte Gerhard Neuhaus Jg. 1922 Flucht 1937 USA                                                                                           | 12. Sep. 2022      | Geb.am 18.12.1922 in Spangenberg, Sohn von Moses Neuhaus *26.1.1885 und Flora, geb. Levisohn *16.10.1892, Bruder von Hilde *12.06.1921. Wohnte mit den Eltern in Spangenberg, Burgstraße 1. Die Familie flüchtete am 13.05.1937 nach San Francisco/USA. Gerhard heiratete in den USA. |
| Meier Goldschmidt    | Burgstraße 3 ·     | Stolperstein für Meier Goldschmidt    | Hier wohnte Meier Goldschmidt Jg. 1877 unfreiwillig verzogen 1938 Kassel deportiert 1942 Theresienstadt 1944 Auschwitz ermordet                | 12. Sep. 2022      | Geb. am 8.2.1877 in Spangenberg, als Sohn von Gabriel Goldschmidt *13.03.1841 und Settchen, geb. Levi. Er heiratete am 02.11.1909 Selma, geb. Löwenheim *31.12.1887. Sie hatten drei gemeinsame Kinder: Irmgard *1910, Gerhard *1913 und Ursula *1929. Wohnhaft in Spangenberg, Burgstraße 111 (heute 3). Er wurde mit seiner Ehefrau und seiner jüngsten Tochter offiziell am 31.12.1937 in Spangenberg abgemeldet. Sie zogen nach Kassel in die Sedanstraße 4, später in Jägerstraße 10 (1939), die Hardenbergerstraße 8 (1941), die Wilhelmshöher Allee 81 (1941), die Müllergasse 12 (1942) und zuletzt in die Schillerstraße 7. Meier Goldschmidt wurde am 07.09.1942 gemeinsam mit seiner Ehefrau in das Ghetto Theresienstadt und von dort am 18.05.1944 nach Auschwitz deportiert. Dort ist er ermordet worden. |
| Selma Goldschmidt    | Burgstraße 3 ·     | Stolperstein für Selma Goldschmidt    | Hier wohnte Selma Goldschmidt geb. Löwenheim Jg. 1887 unfreiwillig verzogen 1938 Kassel deportiert 1942 Theresienstadt 1944 Auschwitz ermordet | 12. Sep. 2022      | Geb. Löwenheim, geb. am 31.12.1887 in Dransfeld als Tochter von Josef Löwenheim; Ehefrau von Meier Goldschmidt; Heirat am 02.11.1909 in Spangenberg. Sie hatten drei gemeinsame Kinder: Irmgard *1910, Gerhard *1913 und Ursula *1929. Wohnhaft in Spangenberg, Burgstraße 111 (heute 3). Sie wurde offiziell mit ihrem Ehemann und ihrer jüngsten Tochter am 31.12.1937 in Spangenberg abgemeldet. Allerdings blieb Selma noch bis Ende 1938 in Spangenberg, bevor auch sie nach Kassel flüchtete. Sie wohnten in der Sedanstraße 4, später in Jägerstraße 10 (1939), die Hardenbergerstraße 8 (1941), die Wilhelmshöher Allee 81 (1941), die Müllergasse 12 (1942) und zuletzt in die Schillerstraße 7. Sie wurde am 07.09.1942 gemeinsam mit ihrem Ehemann in das Ghetto Theresienstadt deportiert und am 18.05.1944 nach Auschwitz überführt, wo sie ermordet wurde. |
| Gerhard Goldschmidt  | Burgstraße 3 ·     | Stolperstein für Gerhard Goldschmidt  | Hier wohnte Gerhard Goldschmidt Jg. 1913 Flucht 1937 USA                                                                                       | 12. Sep. 2022      | Geb. am 10.05.1913 in Spangenberg als Sohn von Meier *8.2.1877 und Selma Goldschmidt, geb. Löwenheim *31.12.1887. Er hatte zwei Schwestern: Irmgard *1910 und Ursula *1929. Gerhard besuchte von 1919 bis 1929 zunächst die Volksschule, dann die Realschule in Spangenberg. Anschließend machte er eine kaufmännische Lehre in Hildesheim und trat danach in das Geschäft seines Vaters ein. Gerhard emigrierte am 11.12.1937 von Hamburg aus mit den United State Lines nach New York/USA. Gerhard heiratete in den USA und hatte mit seiner Ehefrau zwei Kinder. Nachdem er sich am Anfang „kuemmerlich durgeschlagen“ hat, eröffnete er im Jahr 1945 in New York ein Delikatessengeschäft. |
| Ursula Goldschmidt   | Burgstraße 3 ·     | Stolperstein für Ursula Goldschmidt   | Hier wohnte Ursula Goldschmidt Jg. 1924 unfreiwillig verzogen 1938 Kassel tot 27. Okt. 1941 unterlassene Hilfe                                 | 12. Sep. 2022      | Geb. am 22.3.1929, als Tochter von Meier *8.2.1877 und Selma Goldschmidt, geb. Löwenheim *31.12.1887. Sie hatte zwei Geschwister: Irmgard *1910 und Gerhard *1913. Sie verließ mit ihren Eltern am 31.12.1938 Spangenberg, zog nach Kassel in die Sedanstraße 4, später in Jägerstraße 10 (1939), die Hardenbergerstraße 8 (1941), die Wilhelmshöher Allee 81 (1941), die Müllergasse 12 (1942) und zuletzt in die Schillerstraße 7, Ursula starb in Kassel am 27.10.1941 an einer Lungenentzündung. Es war nicht möglich einen Arzt oder Medizin für sie zu bekommen. |
| Meier Müller         | Burgstraße 7 ·     | Stolperstein für Meier Müller         | Hier wohnte Meier Müller Jg. 1862 deportiert 1942 Theresienstadt tot 5.10.1942                                                                 | 8. Nov. 2007       | Geb. am 04.06.1862 in Spangenberg als Sohn von Simson Müller *1831 und seiner Ehefrau Hannchen Linz *1834 aus Rotenburg/Fulda. Meier Müller war Kaufmann, war verheiratet mit Hedwina Müller. Kinder: Hertha *21.10.1893, gest. 14.04.1894, Luise *25.10.1894, ermordet in Stutthof 1944. Er besaß ein Haus in der Burgstraße 113, heute 7, wo er ein Textil und Manufakturwarengeschäft gemeinsam mit seinem Schwiegersohn Siegfried Löwenstein betrieb. Nach den Übergriffen des Novemberpogroms flüchtete er mit seiner Frau nach Kassel, Mombachstraße 17. In Spangenberg am 05.06.1939 abgemeldet. Am 08.09.1942 nach Theresienstadt deportiert, dort am 05.10.1942 ums Leben gekommen. |
| Hedwina Müller       | Burgstraße 7 ·     | Stolperstein für Hedwina Müller       | Hier wohnte Hedwina Müller geb. Jüngster Jg. 1870 deportiert 1942 Theresienstadt tot 30.12.1942                                                | 8. Nov. 2007       | Geb. Jüngster, geb. am 3.6.1870 in Tann/Rhön, Frau von Meier Müller, wohnte in Spangenberg in der Burgstraße 113, heute 7. Kinder: Hertha *21.10.1893, gest. 14.04.1894, Luise *25.10.1894, ermordet in Stutthof 1944. Nach den Übergriffen des Novemberpogroms flüchtete sie mit ihrem Ehemann nach Kassel, Mombachstraße 17. In Spangenberg am 05.06.1939 abgemeldet. Deportiert am 08.09.1942 nach Theresienstadt, dort am 30.12.1942 ums Leben gekommen. |
| Josef Rosenbaum      | Burgstraße 9 ·     |                                       | Hier wohnte Josef Rosenbaum Jg. 1875 Unfreiwillig verzogen 1937 Eschebach Deportiert 1942 Theresienstadt 1944 Auschwitz ermordet               | 19. September 2024 | *17.03.1875 in Spangenberg, als Sohn von Isaak Rosenbaum *01.06.1845 und Rosa/Röschen, geb. Neuhaus *10.08.1838, beide aus Baumbach. Josef Rosenbaum heiratete im Jahr 1900 in Spangenberg Regina, geb. Lilienfeld *06.12.1974 aus Neustadt/Kreis Marburg. Gemeinsam hatten sie eine Tochter, Selma *28.11.1902. Josef war Buchhändler und Buchbinder, wohnhaft in Spangenberg in der Burgstraße 266, heute Nr. 9. Von dort zog er am 24.02.1937 mit seiner Ehefrau nach Eschebach bei Bad Homburg v.d. Höhe; zuletzt war er wohnhaft in Frankfurt/Main, Kämmereistraße 11. Er wurde am 15.09.1942 von Frankfurt nach Theresienstadt deportiert, und am 16.05.1944 von dort mit einem sog. Todestransport nach Auschwitz verbracht, wo er ermordet wurde. |
| Regina Rosenbaum     | Burgstraße 9 ·     |                                       | Hier wohnte Regina Rosenbaum Jg. 1874 Unfreiwillig verzogen 1937 Eschebach Deportiert 1942 Theresienstadt ermordet                             | 19. September 2024 | geb. Lilienfeld *06.12. 1874 in Neustadt, Kreis Marburg. Tochter von Hirsch und Adelheit Lilienfeld. Sie heiratete im Jahr 1900 in Spangenberg Josef Rosenbaum *17.04.1875. Sie hatten eine gemeinsame Tochter, Selma * 28.11.1902. Gemeinsam mit ihrem Ehemann zog sie am 24.02.1937 nach Eschebach bei Bad Homburg v.d. Höhe; zuletzt war sie wohnhaft in Frankfurt/Main, Kämmereistraße 11. Von Frankfurt wurde Regina Rosenbaum am 15.09.1942 gemeinsam mit ihrem Ehemann zuerst nach Theresienstadt und von dort nach Auschwitz deportiert. Als Todesdatum ist der Tag des Kriegsendes, der 8. Mai 1945 in Unterlagen dokumentiert. |
| Selma Rosenbaum      | Burgstraße 9 ·     |                                       | Hier wohnte Selma Rosenbau Jg. 1902 Unfreiwillig verzogen 1934 Eschebach Flucht 1938 USA                                                       | 19. September 2024 | *28.11.1902, Tochter von Josef *17.04.1875 und Regina Rosenbaum *6.12. 1874; verheiratet seit 1934 mit Siegfried Simon *27.05.1899 aus Eschebach bei Bad Homburg v.d.Höhe. Selma verließ Spangenberg am 01.01.1934 und zog zu ihrem Ehemann nach Eschebach, später nach Frankfurt, Grünestr. 29, von wo aus sie seit September 1938 ihre Emigration in die USA betrieben. Die Flucht gelang ihnen. Selma lebte anschließend mit ihrem Mann in New York. |
| Aaron Blumenkrohn    | Kirchplatz 5 ·     |                                       | Hier wohnte Aron Blumenkrohn Jg. 1860 Unfreiwillig verzogen 1936 Erfurt Tot 1938 Leipzig                                                       | 19. September 2024 | *28.01.1860, in Röhrenfurt; Sohn von Michel Blumenkrohn *03.06.1824 in Beiseförth #31.08.1898 in Spangenberg und Röschen, geb. Plaut *12.01.1828 in Reichensachsen. Geschwister: Beile 1855, Victor *1858, Rickchen *1862, Levi 1864 und Solomon. Heirat in Spangenberg am 05.02.1890 mit Lina, geb. Simon *1866; zwei gemeinsame Kinder: Selma *1891 und Theodor David *1893. Textilhändler, wohnhaft in Spangenberg, Rathausstraße 124. Flucht nach Erfurt am 28.12.1936, gestorben am 22. Oktober 1938 in Leipzig. |
| Theodor Blumenkrohn  | Kirchplatz 5 ·     |                                       | Hier wohnte Theodor Blumenkrohn Jg. 1893 Unfreiwillig verzogen 1936 Erfurt Flucht Palästina                                                    | 19. September 2024 | *06.08.1893 in Spangenberg. Sohn von Aron Blumenkrohn *28.01.1860 und Lina, geb. Simon, *21.08.1866; Bruder von Selma, verh. Spangenthal *1891. Theodor Blumenkrohn heiratete am 02.07.1925 in Spangenberg Sidonie, geb. Lissauer *15.02.1898. Sie hatten einen gemeinsamen Sohn: Manfred *1927. Theodor war Textilhändler, wohnte und betrieb sein Geschäft in Spangenberg in der Rathausstraße 124. Flucht am 28.12.1936 nach Erfurt, Johannesstraße, mit Vater Aron, Ehefrau Siddy und Sohn Manfred, von dort Emigration nach Palästina. |
| Sidonie Blumenkrohn  | Kirchplatz 5 ·     |                                       | Hier wohnte Sidonie Blumenkrohn Geb. Lissauer Jg. 1898 Unfreiwillig verzogen 1936 Erfurt Flucht Palästina                                      | 19. September 2024 | *15.02.1898 in Fritzlar als Tochter von Elias Lissauer *1865 #1925 und Dina, geb. Abt *1867 #1930; Geschwister: Frieda *1901, Max 1907, Gustav 1903. Sidonie heiratete am 02.07.1925 in Spangenberg Theodor David Blumenkrohn, sie hatten einen gemeinsamen Sohn: Manfred *1927. Sie wohnte mit ihrer Familie in Spangenberg, Rathausstraße 124. Flucht am 28.12.1936 nach Erfurt, Johannesstraße mit Schwiegervater, Ehemann und Sohn, von dort Emigration nach Palästina. Sidonie verstarb 1991 in Israel. |
| Manfred Blumenkrohn  | Kirchplatz 5 ·     |                                       | Hier wohnte Manfred Blumenkrohn Jg. 1927 Unfreiwillig verzogen 1936 Erfurt Flucht Palästina                                                    | 19. September 2024 | *15.07.1927 in Spangenberg. Sohn von Theodor David Blumenkrohn *06.08.1893 und Sidonie, geb. Lissauer *15.02.1898. Manfred wohnte mit seinen Eltern in Spangenberg in der Rathausstraße 124. Er besuchte in Spangenberg die Grundschule. Am 28.12.1936 flüchtete er mit seinen Eltern nach Erfurt, Johannesstraße. Von dort emigrierte er mit ihnen nach Palästina, wo er sich Jechiel Ogdan nannte. Er heiratete dort Haya Orlovitch, mit der er eine Tochter und einen Sohn hatte. Seit dem Jahr 2000 besuchte er regelmäßig Spangenberg und wirkte als Zeitzeuge in Schulen der Region. Gestorben 14.09.2017 in Israel. |
| Louis Schartenberg   | Klosterstraße 4 ·  |                                       | Hier wohnte Louis Schartenberg Jg. 1888 Unfreiwillig verzogen 1937 Kassel deportiert 1941 Riga Ermordet                                        | 19. September 2024 | *19.10.1888 in Spangenberg, Sohn von Meier Schartenberg *16.11.1853 #27.11.1915 und seiner Ehefrau Bertha *26.04.1860 #25.11.1925. Geschwister: Max *07.09.1887 #02.02.1888, Selma *05.08.1891 #24.01.1913, Rudolf +28.06.1896 #28.11.1896 und Hermann *08.05.1900 #11.02.1947. Louis besaß gemeinsam mit seinem Bruder Hermann ein Haus in der Klosterstraße 103. Er zog am 21.4.1937 von Spangenberg nach Beiseförth, am 15.5.1939 nach Kassel in die Moltkestraße 1 und am 28.1.1941 in die Kastenalsgasse 28. Louis Schartenberg wurde am 9.12. 1941 von Kassel aus in das Ghetto nach Riga deportiert, wo er ums Leben kam. |
| Nanny Kurzmann       | Klosterstraße 4 ·  |                                       | Hier wohnte Nanny Kurzmann Jg. 1879 Unfreiwillig verzogen 1937 Maroldsweisach Deportiert 1942 Majdanek ermordet                                | 19. September 2024 | *19.10.1879 in Rödelmaier/Neustadt an der Saale. Sie war die Haushälterin von Louis Schartenberg. Nanny Kurzmann verzog am 25.04.1937 aus Spangenberg nach Maroldsweisach in Oberfranken. Am 24.03.1942 wurde sie von Würzburg aus nach Lublin-Majdanek deportiert, wo sie ermordet wurde. |
| Jeanette Spangenthal | Lange Gasse 5 ·    | Stolperstein für Jeanette Spangenthal | Hier wohnte Jeanette Spangenthal geb. Goldschmidt Jg. 1856 deportiert 1942 Theresienstadt tot 6.2.1943                                         | 8. Nov. 2007       | Geb. Goldschmidt, geb. am 01.12.1856, verheiratet mit Aron Spangenthal *1851, wohnte in der Langen Gasse 191, heute 5. Mutter von Dina *28.09.1884, verh. Westheim, ermordet 1943 in Sobibor; Rudolf *20.02.1886 emigr. 1900 USA; Rosa *01.10.1888, verh. Winterberger, ermordet 1941 in Riga; Bertha *12.06.1890, verh. Speier, emigr. in die USA; Leopold *18.06.1893. Jeanette flüchtete am 30.01.1937 aus Spangenberg nach Kassel, am 08.09.1942 nach Theresienstadt deportiert, dort am 06.02.1943 ums Leben gekommen. |
| Leopold Spangenthal  | Lange Gasse 5 ·    | Stolperstein für Leopold Spangenthal  | Hier wohnte Leopold Spangenthal Jg. 1893 deportiert ermordet in Auschwitz                                                                      | 8. Nov. 2007       | Geb. am 18.06.1893 in Spangenberg, Kaufmann, war Kriegsinvalide, wohnhaft in der Langengasse 191 in Spangenberg, besaß außer seinem Wohnhaus noch Ackerland an der Pfiefferstraße, verkaufte Haus und Grundstück unter Zwang („Arisierung“) und zog unfreiwillig von Spangenberg am 01.02.1938 zunächst nach Kassel in die Prinzenstraße 14, am 31.10.1940 nach Berlin. Von dort wurde er in das Vernichtungslager Auschwitz deportiert und dort ermordet. |
| Naftalie Kessler     | Lange Gasse 8 ·    | Stolperstein für Naftalie Kessler     | Hier wohnte Naftalie Kessler Jg. 1879 deportiert 1941 ermordet in Riga                                                                         | 29. Apr. 2008      | Geb. am 30.12.1879 in Lisko/Polen, verheiratet seit 17.07.1919 mit Rebekka Kessler. Beruf: Schuhmacher, arbeitete in Kassel. Er war taubstumm, wie seine Ehefrau, wohnte in der Langengasse 217. Musste Weihnachten 1940 mit Rebekka in einem Schweinestall verbringen. Naftalie und seine Frau zogen als letzte jüdische Bewohner Spangenbergs am 10.02.1940 nach Kassel in die Klosterstrasse 24, von dort am 09.12.1941 mit seiner Ehefrau in das Ghetto Riga deportiert und dort ermordet. |
| Rebekka Kessler      | Lange Gasse 8 ·    | Stolperstein für Rebekka Kessler      | Hier wohnte Rebekka Kessler Jg. 1887 deportiert 1941 ermordet in Riga                                                                          | 29. Apr. 2008      | Geb. Spangenthal, geb. am 26.02.1887 in Spangenberg, verheiratet seit 17.7.1919 mit Naftalie Kessler. Sie war taubstumm, wie ihr Mann, wohnte in der Langengasse 217. Musste Weihnachten 1940 mit Naftalie in einem Schweinestall verbringen. Sie und ihr Mann zogen als letzte jüdische Bewohner Spangenbergs am 10.02.1940 nach Kassel in die Klosterstrasse 24, von dort am 09.12.1941 mit Naftalie in das Ghetto Riga deportiert und dort ermordet. |
| Moses Katz           | Lange Gasse 12 ·   | Stolperstein für Moses Katz           | Hier wohnte Moses Katz Jg. 1873 Gestapohaft 1936 tot an Haftfolgen 13.6.1936                                                                   | 8. Nov. 2007       | Geb. am 20.05.1873, in Malsfeld als Sohn von Jakob/Koppel Katz *1842, Handelsmann/Viehhändler und Hendel/Hannchen/Hanna Katz, geb. Selig, *1844. Wohnhaft Lange Gasse 213, heute Nr. 12. Moses Katz war in erster Ehe seit 1902 verheiratet mit Sara/Jenny, geb. Schwab *27.03.1876 in Grebenau, † 05.05.1920 in Spangenberg. In zweiter Ehe war er seit dem 09.11.1921 in Heinebach mit Jenny, geb. Kaiser *04.08.1890 in Heinebach. Kinder in erster Ehe: Else *1902, Siegfried *1904, Franziska *1905 und Alwin *1908; Kinder in zweiter Ehe: Herta *1925 und Walter *1928. Moses Katz starb nach Misshandlungen in der Gestapo-Haft am 13.06.1936 an den Folgen der Haft. Er war das erste Spangenberger Opfer der NS-Zeit. |
| Sara Spangenthal     | Lange Gasse 14 ·   | Stolperstein für Sara Spangenthal     | Hier wohnte Sara Spangenthal geb. Berger Jg. 1863 unfreiwillig verzogen 1938 Hamburg Schicksal unbekannt                                       | 8. Okt. 2021       | Geb. am 21.05.1863 in Gelnhausen, Tochter von Herz Berger und Beilchen, geb. Sichel. Sara heiratete am 16.07.1883 in Fulda Salomon Spangenthal *02.02.1855 aus Spangenberg. Gemeinsame Kinder: Gutta *11.08.1884, Ludwig Levi 20.12.1885 #14.07.1890, Rosa *26.08.1887, Hugo 22.08.1891 und Moritz 13.02.1893. Sie wohnte bis zum 14.02.1938 in der Langen Gasse 211, zog dann mit ihrem Sohn und dessen Familie nach Hamburg, Retzelstr. 17. Emigrierte vermutlich nach Buenos Aires/Argentinien. |
| Hugo Spangenthal     | Lange Gasse 14 ·   | Stolperstein für Hugo Spangenthal     | Hier wohnte Hugo Spangenthal Jg. 1891 unfreiwillig verzogen 1938 Hamburg Flucht Argentinien                                                    | 8. Okt. 2021       | Geb, am 22.09.1891 in Spangenberg als Sohn des Kaufmanns Salomon Spangenthal *28.02.1855 #1930 und dessen Frau Sara, geb. Berger *1863. Geschwister: Gutta *11.08.1884, Ludwig Levi 20.12.1885 #14.07.1890, Rosa *26.08.1887 und Moritz 13.02.1893. Hugo heiratete am 22.10.1919 Selma, geb. Blumenkrohn *01.07.1891 in Spangenberg. Sie hatten drei Kinder: Trude *24.10.1915, Erwin *30.03.1923 und Horst *08.02.1927. Hugo war Kaufmann und übernahm von seinem Vater das Gemischtwarengeschäft Salomon Spangenthal in der Langen Gasse 211. Nachdem sie ihr Haus am 01.12.1937 verkaufen mussten, zogen sie am 14.02.1938 nach Hamburg, Retzelstr. 17. Von dort flüchteten sie am 15.06.1938 nach Buenos Aires/Argentinien. Hugo starb am 16.09.1953 in Buenos Aires. |
| Selma Spangenthal    | Lange Gasse 14 ·   | Stolperstein für Selma Spangenthal    | Hier wohnte Selma Spangenthal geb. Blumenkrohn Jg. 1891 unfreiwillig verzogen 1938 Hamburg Flucht Argentinien                                  | 8. Okt. 2021       | Geb, am 01.07.1891 in Spangenberg als Tochter des Textilhändlers Aron Blumenkrohn *28.01.1860 und seiner Frau Lina, geb. Simon *21.08.1866. Schwester von Theodor David *06.08.1893. Selma heiratete am 22.10.1919 Hugo Spangenthal *22.09.1891 in Spangenberg. Sie hatten drei Kinder: Trude *24.10.1915, Erwin *30.03.1923 und Horst *08.02.1927. Nachdem sie ihr Haus am 01.12.1937 verkaufen mussten, zogen sie am 14.02.1938 nach Hamburg, Retzelstr. 17. Von dort flüchteten sie am 15.06.1938 nach Buenos Aires/Argentinien. Sie verstarb am 04.10.1980 in Buenos Aires. |
| Trude Spangenthal    | Lange Gasse 14 ·   | Stolperstein für Trude Spangenthal    | Hier wohnte Trude Spangenthal Jg. 1915 unfreiwillig verzogen 1938 Hamburg Flucht Argentinien                                                   | 8. Okt. 2021       | Geb, am 24.10.1915 in Spangenberg als Tochter von Hugo Spangenthal *22.09.1891 und dessen Ehefrau Selma, geb. Blumenkrohn *01.07.1891. Sie hatte zwei Geschwister: Erwin *30.03.1923 und Horst *08.02.1927. Sie wohnte mit ihren Eltern in Spangenberg in der Langen Gasse 211. Am 14.02.1938 zog sie mit ihnen nach Hamburg, Retzelstr. 17. Von dort flüchtete sie am 15.06.1938 nach Buenos Aires/Argentinien. Trude heiratete am 19.03.1950 Sally Rosemann *04.04.1910. Sie hatten drei Kinder: David *26.01.1951, Miguel *20.08.1952 und Claudio 19.01.1956. Sie starb am 25.05.2009 in Jerusalem. |
| Erwin Spangenthal    | Lange Gasse 14 ·   | Stolperstein für Erwin Spangenthal    | Hier wohnte Erwin Spangenthal Jg. 1923 unfreiwillig verzogen 1937 Hamburg Flucht Argentinien                                                   | 8. Okt. 2021       | Geb. am 30.03.1923 in Spangenberg als Sohn von Hugo Spangenthal *22.09.1891 und dessen Ehefrau Selma, geb. Blumenkrohn *01.07.1891. Er hatte zwei Geschwister: Trude *24.10.1915 und Horst *08.02.1927. Er wohnte mit seinen Eltern in Spangenberg in der Langen Gasse 211. Erwin ging am 05.04.1937 nach Hamburg Barthstr. 25 und besuchte dort eine Handwerkerschule. Er flüchtete am 15.06.1938 mit seinen Eltern und Geschwistern nach Buenos Aires/Argentinien. Erwin heiratete Beatriz Messinger am 09.03.1950. Sie hatten drei Kinder Ricardo *21.01.1951, Hugo 30.09.1953 und Roberto *26.10.1957. Erwin starb 2004 in Buenos Aires. |
| Horst Spangenthal    | Lange Gasse 14 ·   | Stolperstein für Horst Spangenthal    | Hier wohnte Horst Spangenthal Jg. 1927 unfreiwillig verzogen 1937 Hamburg Flucht Argentinien                                                   | 8. Okt. 2021       | Geb. am 08.02.1927 in Spangenberg als Sohn von Hugo Spangenthal *22.09.1891 und dessen Ehefrau Selma, geb. Blumenkrohn *01.07.1891. Er hatte zwei Geschwister: Trude *24.10.1915 und Erwin *30.03.1923. Er wohnte mit seinen Eltern in Spangenberg in der Langen Gasse 211. Horst ging am 12.04.1937 nach Berlin Landshuterstr. 18 und besuchte dort eine jüdische Schule. Am 15.06.1938 flüchtete er mit seinen Eltern und Geschwistern von Hamburg aus nach Buenos Aires/Argentinien. Er heiratete am 16.03.1952 Clothilde Schuster *12.03.1930. Sie hatten vier Kinder: Alberto Aaron *1953, Joseph Gabriel Naftalie 05.03.1954, Reuben Mosche *1957 und Rafael *1964; Horst Spangenthal starb am 04.12.1999. |
| Rosa Winterberger    | Lange Gasse 26 ·   | Stolperstein für Rosa Winterberger    | Hier wohnte Rosa Winterberger geb. Spangenthal Jg. 1888 deportiert 1941 ermordet in Riga                                                       | 29. Apr. 2008      | Geb. Spangenthal, geb. am 02.10.1888 in Spangenberg, Tochter von Aron Spangenthal *1851 und seiner Frau Jeanette, geb. Goldschmidt *1856, Schwester von Dina *28.09.1884, verh. Westheim, ermordet 1943 in Sobibor; Rudolf *20.02.1886 emigr. 1900 USA; Bertha *12.06.1890, verh. Speier, emigr. in die USA; Leopold *18.06.1893. 1941 deportiert nach Riga und dort ermordet. |
| Dina Westheim        | Lange Gasse 26 ·   | Stolperstein für Dina Westheim        | Hier wohnte Dina Westheim geb. Spangenthal Jg. 1884 ermordet in Sobibor                                                                        | 29. Apr. 2008      | Geb. Spangenthal, geb. am 28.09.1884 in Spangenberg, Tochter von Aron Spangenthal *1851 und seiner Frau Jeanette, geb. Goldschmidt *1856, Schwester von Rudolf *20.02.1886 emigr. 1900 USA; Rosa *01.10.1888, verh. Winterberger, ermordet 1941 in Riga; Bertha *12.06.1890, verh. Speier, emigr. in die USA; Leopold *18.06.1893. Deportiert nach Sobibor/Polen, dort 1943 ermordet. |
| Sara Haas            | Neustadt 8 ·       | Stolperstein für Sara Haas            | Hier wohnte Sara Haas geb. Rosenbaum Jg. 1880 deportiert 1942 Transit-Ghetto Piaski ermordet                                                   | 12. Sep. 2022      | Geb. am 23.10.1880 in Spangenberg als Tochter von Isaak Rosenbaum *01.06.1845 #16.03.1916, Handelsmann und dessen Ehefrau Röschen *16.09.1838 #26.02.1922, geb. Neuhaus, beide aus Baumbach. Sara hatte drei Geschwister Joseph *17.03.1875 #15.09.1942 in Theresienstadt, Johanna (Hannchen) *03.08.1876 #02.10.1943 in Theresienstadt und Berta *07.03.1878. Sie wohnten mit ihren Eltern in deren Haus in der Neustadt 63. Nach dem Tod ihrer Eltern übernahm Sara zunächst das von der Familie geführte Kolonialwarengeschäft. Sie heiratete den Metzgermeister Haas aus Schiffweiler/Saar und zog zu ihm. Nach dessen Tod kehrte sie nach Spangenberg zurück. Sie flüchtete 1938 nach Frankfurt, wo sie in der Langenstraße, der Wöhlerstraße und zuletzt in der Hans Handwerj Straße lebte. Am 8. Mai 1942 wurde sie in das Ghetto Piaski / Lublin deportiert und dort ermordet. |
| Phillip Friedmann    | Neustadt 19 ·      | Stolperstein für Phillip Friedmann    | Hier wohnte Phillip Friedmann Jg. 1886 deportiert 1942 ermordet in Auschwitz                                                                   | 29. Apr. 2008      | Geb. am 08.07.1886 in Szatmár, heute Rumänien, Uhrmacher und Goldschmied, wohnte mit seiner Familie in der Burgstraße 5, später in der Neustadt 32 in Spangenberg. Er heiratete 10.1.1921 Rebekka *1887, geb. Levi. Sie hatten drei Kinder: Hanna *1922, Lieselotte *1923 und Ernst *1925. Philipp und seine Ehefrau Rebecca zogen von Spangenberg nach Mannheim. Philipp wurde mehrfach in Dachau inhaftiert. Er wurde gemeinsam mit seiner Ehefrau von Mannheim aus 22.10.1940 zunächst nach Camp de Gurs/Frankreich gebracht, später in das Sammellager Drancy und am 28.08.1942 nach Auschwitz deportiert, wo er ermordet wurde. |
| Rebekka Friedmann    | Neustadt 19 ·      | Stolperstein für Rebekka Friedmann    | Hier wohnte Rebekka Friedmann geb. Levi Jg. 1887 deportiert 1942 ermordet in Auschwitz                                                         | 29. Apr. 2008      | Geb. am 05.03.1887 in Burgpreppach, geb. Levi, Ehefrau von Phillip *1886, wohnte mit ihrer Familie in der Burgstraße 5, später in der Neustadt 32 in Spangenberg, heiratete 10.01.1921 Phillip, gemeinsame Kinder Hanna *1922, Lieselotte *1923 und Ernst *1925. Rebekka wurde gemeinsam mit ihrem Ehemann von Mannheim aus 22.10.1940 zunächst nach Camp de Gurs/Frankreich gebracht, später in das Sammellager Drancy und am 28.08.1942 nach Auschwitz deportiert, wo er ermordet wurde. |
| Hanna Friedmann      | Neustadt 19 ·      | Stolperstein für Hanna Friedmann      | Hier wohnte Hanna Friedmann Jg. 1922 ermordet in Riga                                                                                          | 29. Apr. 2008      | Geb. am 04.01.1922 in Spangenberg, Tochter von Philipp Friedmann *1886 und Rebekka *1887, geb. Levi. 1937 kam sie mit ihren Geschwistern Lieselotte *1923 und Ernst *1925 in ein jüdisches Waisenhaus in Kassel, von dort ging sie nach Steckelsdorf zur Vorbereitung auf die Auswanderung nach Palästina. Als die Institution 1942 geschlossen wurde, deportierte man sie nach Riga, wo sie ermordet wurde. |
| Lieselotte Friedmann | Neustadt 19 ·      |                                       | Hier wohnte Lieselotte Friedmann Jg. 1923 Kindertransport 1938 England                                                                         | 19. September 2024 | *27.09.1923 in Spangenberg. Tochter von Philipp *1886 und Rebekka Friedmann*1887, geb. Levi. 1933/34 kam sie mit ihren Geschwistern Hanna *1922 und Ernst *1925 in ein jüdisches Waisenhaus in Kassel. Liselotte konnte mit einem Kindertransport nach Großbritannien gelangen und überlebte so den Holocaust. Nach Kriegsende gelangte sie über Frankreich nach Palästina, wo sie heiratete und zwei Söhne, Ilan und Doron, bekam. Sie starb 1970 in Karlsruhe. |
| Ernst Friedmann      | Neustadt 19 ·      |                                       | Hier wohnte Ernst Friedmann Jg. 1925 Buchenwald 1938 Flucht 1938 Palästina                                                                     | 19. September 2024 | *03.08.1925 in Spangenberg. Sohn von Philipp *1886 und Rebekka Friedmann *1887, geb. Levi. 1933/34 kam er mit seinen Schwestern Hanna *1922 und Lieselotte *1923 in ein jüdisches Waisenhaus in Kassel. Nach dem Novemberpogrom 1938 wurde er in Buchenwald inhaftiert. Nachdem er wieder entlassen worden war, gelangte Ernst mithilfe einer jüdischen Organisation (Jewish Agency) nach Palästina. Im Jahr 1963 kehrte er nach Deutschland zurück. Ernst Friedmann war zweimal verheiratet. Aus erster Ehe hatte er zwei Töchter, Rebekka (*1951) und Nitza (*1956), aus zweiter Ehe eine Tochter, Jasmin (*1972), und einen Sohn, Timo (*1973). |
| Robert Spangenthal   | Neustadt 24 ·      | Stolperstein für Robert Spangenthal   | Hier wohnte Robert Spangenthal Jg. 1904 deportiert ermordet in Auschwitz                                                                       | 8. Nov. 2007       | Geb. am 18.04.1904 in Spangenberg, Sohn von Moses Spangenthal *03.12.1876 und seiner Ehefrau Selma, geb. Plaut. Bruder von Bella *08.09.1905, Flora *20.12.1906, Hugo *29.05.1908 und Toni *01.01.1911. Robert Spangenthal zog von Spangenberg nach Mannheim, von wo er nach Auschwitz deportiert und dort ermordet wurde. |
| Adam Schenk          | Neustadt 24 ·      | Stolperstein für Adam Schenk          | Hier wohnte Adam Schenk Jg. 1886 im Widerstand/SPD 'Schutzhaft' 1933 Walkemühle 'Aktion Gitter' 22.8.1944 Sachsenhausen entlassen 7.9.1944     | 8. Okt. 2021       | Unter den massiven Schikanen der örtlichen NSDAP hatte der 1886 geborene SPD-Mann Adam Schenk zu leiden. Er war seit den 1920er-Jahren Stadtverordneter und Mitglied des Magistrats. Auch bei der Wahl im März 1933 wurde Schenk wieder ins Stadtparlament gewählt. Dieses Mandat konnte er nie antreten, denn bereits vor der ersten Sitzung wurde er in Schutzhaft genommen und in die Walkemühle/Adelshausen gebracht. Nach seiner Freilassung folgten weitere Schikanen und Verhaftungen. Als er der Wahl im November 1933 fernblieb, tobte am Abend der Nazimob vor seinem Haus und er musste sich für eine Weile bei seinem Bruder in Essen versteckt halten. 1944 kam Schenk in das Konzentrationslager Sachsenhausen. Er überlebte die NS-Zeit und wurde nach der Befreiung erster frei gewählter Bürgermeister Spangenbergs. |
| Paula Wolf           | Neustadt 26 ·      |                                       | Hier wohnte Paula Wolf geb. Spangenthal Jg. 1871 deportiert 1941 ermordet in Riga                                                              | 8. Nov. 2007       | Geb. Spangenthal, geb. am 06.01.1871 in Spangenberg, Tochter von Josef Ruben Spangenthal und seiner Ehefrau Malchen, geb. Löwenstein. Arztwitwe, wohnte in der Neustadt 43, unfreiwillig aus Spangenberg verzogen am 31.12.1938 nach Kassel in den Grünen Weg 19, am 06.12.1941 nach Riga deportiert und dort ermordet worden. |
| Joseph Lorge         | Obergasse 5 ·      | Stolperstein für Joseph Lorge         | Hier wohnte Joseph Lorge Jg. 1867 gedemütigt/entrechtet unfreiwillig verzogen 1934 Kassel tot 3. Jan. 1940                                     | 12. Sep. 2022      | Geb. am 04.01.1867 in Harmuthsachsen #03.01.1940, Sohn von Salomon Lorge *1820, Handelsmann und Hanchen geb. Eichenberg *1826. Heirat am 03.01.1893 in Kassel mit Helene, geb. Hammerschlag aus Harmuthsachsen. Wohnhaft in Harmuthsachsen, später (seit Ende der 1920er Jahre) in Spangenberg in der Burgstraße und in der Obergasse 5. Kinder: Hilda (Hulda/Hannchen) *17.11.1893, verheiratet mit Adolf Strauß *1.12.1890 in Eiterfeld, ermordet 3.6.1942 in Sobibor; Flora *20.3.1895, Heirat mit Fritz Plaut *20.03.1889 in Niederaula; Hedwig Gerda *24.12.1896, Heirat 1923 mit Viehhändler Bruno Benjamin Sommer *11.04.1890 in Heinebach Kreis Melsungen; Emil *20.12.1898; Theo *03.04.1907; Siegfried (Fritz) *01.01.1909. Ab 11.10.1934 wohnhaft in Kassel, Moltkestr. 11, Joseph Lorge verstarb am 03.01.1940 in Kassel. |
| Helene Lorge         | Obergasse 5 ·      | Stolperstein für Helene Lorge         | Hier wohnte Helene Lorge geb. Hammerschlag Jg. 1872 unfreiwillig verzogen 1934 Kassel deportiert 1942 Theresienstadt 1942 Treblinka ermordet   | 12. Sep. 2022      | Geb. Hammerschlag, geb. am 28.10.1872 in Harmuthsachsen/Kreis Witzenhausen, Tochter des Daniel Hammerschlag *1846, Kaufmann und Veilchen Hammerschlag *1845, geb. Heilbrunn #1876. Halbschwester von Leopold *03.02.1878. Heirat am 03.01.1893 in Kassel mit Joseph Lorge *04.01.1867 #03.01.1940. Wohnhaft in Harmuthsachsen, später (Ende der 1920er Jahre) in Spangenberg in der Burgstraße und in der Obergasse 5. Kinder: Hilda (Hulda/Hannchen) *17.11.1893, verheiratet mit Adolf Strauß *01.12.1890 in Eiterfeld, ermordet 03.06.1942 in Sobibor; Flora *20.03.1895, Heirat mit Fritz Plaut *20.03.1889 in Niederaula; Hedwig Gerda *24.12.1896, Heirat 1923 mit Viehhändler Bruno Benjamin Sommer *11.04.1890 in Heinebach Kreis Melsungen; Emil *20.12.1898; Theo *03.04.1907; Siegfried (Fritz) *01.01.1909. Ab 11.10.1934 war Helene Lorge in Kassel, Moltkestr. 11 gemeldet, 01.12.1940 Wilhelmshöher Allee 81 ½, 01.02.1941 Untere Königsstr. 83, 12.02.1941 Wolfhager Str. 9, letzter Umzug in Kassel am 16.06.1942 in die Schillerstr. 7. Deportiert am 07.09.1942 von Kassel nach Theresienstadt und von dort am 29.09.1942 nach Treblinka, wo sie ermordet wurde. |
| Theo Lorge           | Obergasse 5 ·      | Stolperstein für Theo Lorge           | Hier wohnte Theo Lorge Jg. 1907 Flucht 1933 Südafrika                                                                                          | 12. Sep. 2022      | Geb. am 03.04.1907 in Harmuthsachsen als Sohn von Joseph Lorge *04.01.1867 #03.01.1940 und dessen Ehefrau Helene Lorge, geb. Hammerschlag *28.10.1872 #29.09.1942 in Treblinka. Bruder von Hilda (Hulda/Hannchen) *17.11.1893, ermordet 03.06.1942 in Sobibor; Flora *20.03.1895; Hedwig Gerda *24.12.1896; Emil *20.12.1898; Siegfried (Fritz) *01.01.1909. Wohnhaft in Harmuthsachsen und später gemeinsam mit seinen Eltern in Spangenberg in der Burgstraße und in der Obergasse 5. Flucht am 08.07.1933 aus Spangenberg nach Kapstadt/Südafrika. |
| Siegfried Lorge      | Obergasse 5 ·      | Stolperstein für Siegfried Lorge      | Hier wohnte Siegfried Lorge Jg. 1909 unfreiwillig verzogen 1934 Kassel Flucht USA                                                              | 12. Sep. 2022      | Geb. am 01.01.1909 in Harmuthsachsen als Sohn von Joseph Lorge *04.01.1867 #03.01.1940 und dessen Ehefrau Helene Lorge, geb. Hammerschlag *28.10.1872 #29.09.1942 in Treblinka. Bruder von Hilda (Hulda/Hannchen) *17.11.1893, ermordet 03.06.1942 in Sobibor; Flora *20.03.1895; Hedwig Gerda *24.12.1896; Emil *20.12.1898 und Theo *03.04.1907. Wohnhaft in Harmuthsachsten und später gemeinsam mit seinen Eltern in Spangenberg in der Burgstraße und in der Obergasse 5. Flucht aus Spangenberg am 11.10.1934 nach Kassel, Moltkestr. 11, wo er zuletzt gemeldet war. Siegfried Lorge gelang von dort die Flucht in die USA. Dort nannte er sich Fred. Gemeinsam mit seiner Frau Margret hatte er einen Sohn, Joel sowie zwei Enkelkinder, Jeremy und Julia. Er verstarb im Jahr 2005. |
| Sara Sommer          | Rathausstraße 11 · | Stolperstein für Sara Sommer          | Hier wohnte Sara Sommer geb. Goldschmidt Jg. 1885 deportiert 1941 ermordet in Riga                                                             | 8. Nov. 2007       | Geb. Goldschmidt, geb. am 06.01.1885 in Spangenberg, Ehefrau von Baruch Sommer, am 04.06.1927 von Spangenberg, Jägerstraße 77, nach Kassel verzogen, später in die Holländische Straße 46 und in die Moltkestraße 9 umgezogen, am 30.04.1941 schließlich in die Schillerstraße 9. von dort am 09.12.1941 zusammen mit ihrem Ehemann in das Ghetto Riga deportiert und für tot erklärt. |
| Baruch Sommer        | Rathausstraße 11 · | Stolperstein für Baruch Sommer        | Hier wohnte Baruch Sommer Jg. 1892 deportiert 1941 ermordet in Riga                                                                            | 8. Nov. 2007       | Geb. am 09.10.1882 in Heinebach, verheiratet mit Sara Sommer, am 04.06.1927 von Spangenberg, Jägerstraße 77, nach Kassel in die Mönchebergstraße 25 verzogen, später in die Holländische Straße 46 und in die Moltkestraße 9 umgezogen, am 30.04.1941 schließlich in die Schillerstraße 9. Bis 1935 konnte Baruch Sommer in seinem Beruf als Viehhändler arbeiten. Danach war er Vertreter für landwirtschaftliche Maschinen bis November 1938. Von Kassel am 09.12.1941 zusammen mit seiner Frau Sara in das Ghetto Riga deportiert und dort für tot erklärt. |